# Sugarlove
Sugarlove (alternativ: Sugarlovedotcom) ist ein deutscher Fernsehfilm aus dem Jahr 2021 von Isabel Kleefeld mit Barbara Auer und Fritz Karl in den Hauptrollen.

## Handlung
Im Leben des Ehepaares Julia und Patrick Schindler lief bisher alles in perfekten Bahnen, die Ehe war glücklich, die finanzielle Situation gesichert. Mittlerweile stellen sich jedoch Diskrepanzen ein. Obwohl sich Patrick alle Mühe gibt, hat seine Frau keine rechte Lust mehr auf sexuelle Aktivität. Als Julia auf Patricks Rechner seine Recherchen zu einer Sexseite entdeckt, kommt es zu einem Arrangement zwischen dem Ehepaar. Da sie seine diesbezüglichen Bedürfnisse nicht befriedigen kann, hat sie nichts gegen eine „Dienstleistung“, bei der tiefe Gefühle keine Rolle spielen. So beginnt Patricks Kontakt zu Klara Becker und zwischen ihnen gibt es eigentlich klare Absprachen: jeder hat sein Leben und jeder tut das, was ihm Spaß macht. Doch allmählich fühlt sich Klara ausgenutzt und beginnt in das Leben der Eheleute einzudringen. Zunächst besorgt sie sich einen Beratungstermin bei Julia, die als selbstständige Psychotherapeutin arbeitet. Danach nimmt sie Kontakt zu Patricks Tochter auf und lässt sich von Kristina als Betreuerin für deren kleine Tochter engagieren.
Obwohl Julia meinte, mit der Situation umgehen zu können, kommt es zwischen ihr und Patrick zu Spannungen. Er verspricht seiner Frau, die Angelegenheit zu beenden, und versucht den Kontakt zu Klara zu reduzieren, was sie aber nicht akzeptieren will. So arbeitet sie konsequent an ihrem persönlichen Plan, nimmt fleißig Sitzungen bei Julia und macht sich bei Kristina fast unentbehrlich. Dabei achtet sie darauf, dass Patrick davon nichts mitbekommt. Ein Zweitschlüssel seiner Wohnung bei Kristina verschafft Klara sogar Zugang zu seinem Privatbereich. Das nutzt sie für eine neue Stufe ihres Plans und zeigt Julia, dass sie nicht unterschätzt werden will. Entsetzt schwört Julia Rache, lässt sich von Patrick Klaras Adresse geben und fährt zu ihr. Dort öffnet ihr jedoch ein Mann die Tür und Julia hört verdächtige Geräusche aus der Wohnung. Sie lässt sich zunächst abweisen, dringt dann aber gewaltsam in die Wohnung ein und hilft Klara, sich gegen den Mann zur Wehr zu setzen, der sie gerade vergewaltigt und brutal geschlagen hat. Der Mann flüchtet benommen auf die Straße und wird dort von einem Taxi überfahren.

## Hintergrund
Die Geschichte wird auf zwei Zeitebenen erzählt und weist Parallelen zu dem Filmklassiker Eine verhängnisvolle Affäre und auch Die Hand an der Wiege auf.
Die Dreharbeiten erfolgten vom 3. September bis zum 2. Oktober 2020 in Köln und Umgebung. Der Film wurde am 27. Oktober 2021 bei den Internationalen Hofer Filmtagen uraufgeführt.

## Rezeption

### Einschaltquote
Die Erstausstrahlung von Sugarlove wurde in Deutschland am 4. April 2022 von 3,82 Millionen Zuschauern gesehen und erreichte somit einen Marktanteil von 14,0 Prozent für das Erste.

### Kritik
Rainer Tittelbach von Tittelbach.tv meinte: „Das ARD-Drama ‚Sugarlove‘ […] konzentriert sich auf die Dreierkonstellation und die Abhängigkeiten untereinander. Der Plot ist klug gebaut; die narrative Konstruktion unterläuft ständig die Erwartungen sowohl an die Geschichte als auch an das Genre. […] Alle Wendungen sind entsprechend von den Charakteren bestens motiviert […] und Barbara Auer & Fritz Karl verleihen der Geschichte ein Höchstmaß an Glaubwürdigkeit.“
Im deutschen Filmdienst hieß es: „Die konventionell angelegte Dreiecksgeschichte weiß in den Hauptrollen eigene Akzente zu setzen. Das Spiel um Liebe und Verführung, Besitz und eine offene Beziehung tendiert allerdings zum eher trivialen Thriller und ist in der Auflösung durchwachsen.“
Tilmann P. Gangloff schrieb in der Frankfurter Rundschau: „Die Versuchsanordnung ist faszinierend, aber so richtig beginnt der Film erst, als die Dinge aus dem Ruder laufen und das Ehepaar die Kontrolle verliert.“ „Zertz hat die Geschichte ausdrücklich als Gleichnis auf die Ökonomisierung der Gefühle konzipiert.“ So „wandelt sich der Film zum Thriller“ und nimmt „zum Finale […] eine letzte und unerwartet brutale Wende.“
Bei Prisma.de wertete Franziska Wenzlick: „Die Handlung mit Patrick und Claire [kreist] viel zu lange um zwei Figuren, die unsympathischer kaum sein könnten. Das macht den ansonsten gut durchdachten, wenn auch berechenbaren Eifersuchtskrimi leider zu einer anderthalbstündigen Belastungsprobe für die Nerven. Immerhin: Das Phänomen Sugardaddy fasst der Film in Form von Julias Kollegin Terry (Johanna Gastdorf) treffend zusammen: ‚Wenn einer Geld hat und der andere keins, dann ist gar nichts freiwillig.‘“
Die Kritiker der Fernsehzeitschrift TV Spielfilm urteilten: „Die Story bewegt sich in den Bahnen der Yuppie-Paranoiathriller der späten 80er- und frühen 90er-Jahren, von Eine verhängnisvolle Affäre bis Die Hand an der Wiege, inklusive heißer Sexszenen. Doch die reflektierte Regie und die subtilen Darsteller heben ‚Sugarlove‘ über reine Genrekost hinaus. Diese Raffinesse überzuckert die Tatsache, dass die Moral der Geschichte doch eher spießig ist.“
Oliver Armknecht von film-rezensionen.de meinte, der Film „beginnt vielversprechend, wenn ein älteres Paar sich mit einem Ungleichgewicht bei den sexuellen Bedürfnissen auseinandersetzen muss. Statt eines leisen Dramas wird daraus ein wenig durchdachter Thriller-Drama-Mix, dessen Figuren sich nicht nachvollziehbar verhandeln und der zum Schluss“ „den Film völlig aus der Bahn [haut]. Die Ansätze von Nachdenklichkeit, die er durchaus hatte, werden billiger Hysterie und vermeintlichen Abgründen geopfert. Aus dem leisen Werk wird ein kaum durchdachtes Etwas, das sich selbst sehr ernst nimmt, ohne zu merken, wie lächerlich es sich dabei macht. Das ist sehr schade, nicht nur wegen der verschwendeten Zeit. Es ist vor allem das verschwendete Potenzial, welches ‚Sugarlove‘ zu einem solchen Ärgernis macht, wenn das Thema Liebe im Alter derart unwürdig verbrannt wird.“

## Auszeichnungen
Sugarlove wurde 2022 für das Fernsehfilmfestival Baden-Baden in der Kategorie Fernsehfilm und für den 3sat-Publikumspreis nominiert.